# Cour administrative suprême de la République slovaque
La Cour administrative suprême de la République slovaque est l'une des deux plus haute juridiction en Slovaquie. Elle est chargée des questions de droit public. Elle a un statut équivalent dans la hiérarchie des tribunaux à celui de la Cour suprême de la République slovaque, qui s'occupe quant à elle du droit civil, du droit pénal et du droit commercial. La Cour administrative suprême est également une juridiction disciplinaire nationale pour les procédures visant les magistrats (les juges et procureurs) les notaires et les huissiers de justice. Depuis sa création en 2021, la Cour siège à Bratislava.
La Cour examine les recours contre les décisions des tribunaux administratifs inférieurs. Dans certains prévus par la loi et la Constitution de la République slovaque, elle est saisie directement en première instance et ses décisions ne sont alors pas susceptible de recours. Elle assure une interprétation et une application uniforme du droit public slovaque et l'unité de la jurisprudence.

## Histoire
Les racines de la juridiction administrative en Slovaquie remontent à la période austro-hongroise, bien que le système administratif hongrois n'a pas eu d'impact significatif sur la situation juridique actuelle. En 1919, la Cour administrative suprême a été créée en Tchécoslovaquie à Prague, à la suite de l'activité du tribunal administratif de Vienne. Elle était présidée par  Ferdinand Pantůček et plus tard par Emil Hácha. Le tribunal a acquis une certaine réputation et a créé une jurisprudence importante, qu'elle a publiée dans ce qu'on appelle Collection de Bohuslav (tchèque : Bohuslavova sbírka, du nom du juge Josef Václav Bohuslav). La collection demeure d'actualité dans certains domaines aujourd'hui.
Cependant, la juridiction administrative tchécoslovaque de l'entre-deux-guerres s'effondre à l'avènement de la Seconde Guerre mondiale, puis avec la dissolution de la première République tchécoslovaque. Une nouvelle Cour administrative suprême a été créée dans l'État slovaque, dont le siège était à Bratislava, présidée par Gejza Fritz.
Après la Guerre, l'activité de la Cour administrative suprême reprit, mais dans le cadre des accords de Prague de 1945, et en 1946 un vague dualisme juridictionnel apparaît. Les Cours administratives suprêmes tchèque et slovaque existaient parallèlement. Même si la Constitution du 9 mai 1948 assurait formellement l'existence du Tribunal administratif (et non de la Cour suprême), le nouveau pouvoir politique ne permettait pas son renouvellement dans la pratique. Le pouvoir juridictionnel administratif (et constitutionnel) contrôlant l’État était incompatible avec la nouvelle configuration politique et institutionnelle.
La Cour administrative suprême n'avait plus de personnel et, au milieu de l'année 1949, le siège de la Cour fut transféré à Bratislava (Coll. n° 166/1949). La grande majorité des juges n’ont pas déménagé dans leur nouveau lieu de travail. L'activité même de la Cour à cette époque est difficile à observer. À partir du 1er janvier 1953, toutes les dispositions légales relatives au tribunal administratif ont ensuite été définitivement abolies par la loi et la juridiction administrative en Tchécoslovaquie a été liquidé, à une exception près. Le contrôle général de l'administration publique devait être assuré par le parquet subordonné à l'État et au régime communiste,.
Après la chute du communisme, la restauration du système juridictionnel administratif a commencé. Depuis le 1er janvier 1992, la juridiction administrative a été rétabli sur la base de la loi No. 519/1992 Coll. en République fédérale tchèque et slovaque, alors qu'en Slovaquie, le contentieux administratif relevait de la Cour suprême (si le défendeur était une autorité nationale) et les tribunaux régionaux (dans d'autres cas, en règle générale, sans possibilité de recours), ou les tribunaux de district. Après la création de la République slovaque indépendante, cette configuration s'est maintenue et, dans les années 2003 et 2004, un système contentieux administratif généralement à deux niveaux a été établi, lorsque les tribunaux régionaux statuaient en première instance et que la Cour suprême statuait sur les appels (plus tard en cassation).
En République tchèque, une Cour administrative suprême distincte est entrée en activité le 1er janvier 2003 . En Slovaquie, après des discussions de longue durée, le tournant a été marqué par l'amendement à la Constitution no. 422/2020 Coll., qui a institué le 1er janvier 2021 la Cour administrative suprême en tant qu'organe juridictionnel distinct pouvoir juridictionnel judiciaire. Son activité a débuté le 1er août 2021 . La Cour administrative suprême a été créée dans le cadre de la réforme de la carte judiciaire initiée par la ministre de la Justice, Mária Kolíková. Le tout premier président de ce tribunal est l'ancien avocat, procureur et juge régional de Košice Pavol Naď,.

### Contexte de la création de la Cour administrative suprême moderne
La nécessité d'une Cour administrative suprême est généralement perçue de manière positive dans l'environnement juridique, la création de la Cour administrative suprême de la République tchèque en 2003 étant citée comme un exemple positif. Cependant, la réforme judiciaire globale initiée par la ministre de la Justice, Mária Kolíková, ainsi que la création de la Cour administrative suprême, ont également suscité des critiques. Elle est principalement critiquée pour la rapidité de la réforme, ainsi que pour le manque de coopération et de collaboration avec les juges. Dans ce contexte, Elena Berthotyová, juge à la Cour suprême et membre du Conseil de la magistarture, a par exemple déclaré que les juges ont peur « de monter à bord d'un navire qui coulera après quelques mètres. L'ensemble du projet a été créé à huis clos, en tant que juges de la chambre administrative [de la Cour suprême] nous n'avons pas eu l'occasion de le commenter. ». La juge Petra Príbelská a exprimé la même préoccupation, entre autres, car alors que la juridiction tchèque a mis dix années pour être effective, la Cour slovaque a été mise sur pied en quelques mois.
Des critiques particulières ont été formulées par les juges de la chambre administrative de la Cour suprême, qui s'attendaient à ce qu'ils soient automatiquement transférés à la Cour administrative suprême, comme ce fut le cas en République tchèque. Cependant, même ces juges ont été soumis à une audience publique devant le Conseil de la magistrature et à sa décision ultérieure concernant leur transfert à la Cour administrative suprême.

### Transfert d'autorité
La création de la Cour administrative suprême s'est déroulée en deux phases. La première a été sa constitution en entité juridique distincte à compter du 1er janvier 2021. Son bureau a également été créé par la loi. La deuxième phase a été le démarrage de ses activités à partir du 1er août 2021 .
Jusqu'à ce que la Cour administrative suprême commence son activité, ses pouvoirs étaient exercés par les organes habilités à la faire avant sa création (en grande partie la Cour suprême). Si la loi n'en dispose pas autrement, les autorités concernées achèveront la procédure entamée avant le début des activités de la Cour administrative suprême.
Près de 2 000 dossiers ont été transférés de la Cour suprême à la Cour administrative suprême.

## Compétence
La Cour administrative suprême examine la légalité des décisions et des mesures des organes de l'administration publique, et contrôle leur action ou leur inaction. En règle générale, la Cour intervient en matière de droit financier (notamment fiscal et douanier), de droit des étrangers (notamment l'asile et de séjour des étrangers), de droit de la construction, de droit cadastral, de droit de la sécurité sociale et de l'assurance maladie, de droit de l'environnement et de droit à l'information. La Cour examine également les décisions d'une commission du Conseil national, le Parlement slovaque, chargée de réexaminer les décisions du Bureau de la sécurité nationale concernant les contrôles de sécurité.
La Cour statue en outre sur les recours sur la constitutionnalité et de la légalité des règlements de collectivités locales.
Selon la Constitution slovaque, elle se prononce également de la constitutionnalité et de la légalité des élections locales et de la dissolution ou de la suspension des activités d'un parti politique, et sur la responsabilité disciplinaire des juges, des procureurs et, si la loi le prévoit, d'autres personnes (actuellement les notaires et les huissiers). De surcroît, la Cour décide de l'enregistrement des candidatures et des listes pour toutes les élections nationales en Slovaquie.
La Cour administrative suprême tranche les conflits de compétence entre les différentes autorités publiques.
La Cour administrative suprême veille à une interprétation et une application uniforme des lois et autres réglementations juridiques contraignantes de protée générale. À cet fin, elle a la possibilité d'être saisie pour avis et de publier ses décisions les plus importants, ainsi que celles des tribunaux administratifs inférieurs, dans un recueil des avis et décisions de la Cour administrative suprême de la République slovaque.

## Composition et fonctionnement
La Cour administrative suprême devrait compter 30 juges à terme. La juridiction compte actuellement 23 membres. La Cour s'appuie également sur des citoyens qui siègent dans les affaires disciplinaires en première instance.

### Structure et fonctionnement
La Cour administrative suprême est organisée en formations de jugement de trois ou de cinq membres, et dans certains cas particuliers au sein d'une grande formation de sept membres. Les juges sont affectés à ces formations chaque année civile par le président de la Cour administrative suprême selon le calendrier de travail de la Cour administrative suprême], et chaque formation est dirigée par un président.
Les chambres de trois juges statuent sur les recours dirigés contre les décisions des juridictions administratives inférieures et exercent des prérogatives juridictionnelle vis-à-vis des juridictions inférieures et de la Cour elle-même (demande de récusation, conflits de compétence).
Les chambres de cinq membres composés exclusivement de juges de la Cour administrative suprême se prononce sur les affaires pour lesquelles la Cour statue en premier et dernier ressort (par exemple le recours électoraux ou la dissolution d'un parti politique) et sur les appels des procédures disciplinaires.
Certaines chambre de cinq membres, composés de manière mixte de trois juges de la Cour administrative suprême et de deux juges associés issus des rangs des citoyens statuent sur les affaires disciplinaires en première instance.
La grande chambre composée de sept juges est saisie par une chambre de trois membres lorsque cette dernière entend rendre une décision différente de celle prononcé par une autre formation de trois juges. C'est donc cette grande chambre qui permet d'assurer l'unité de la jurisprudence en sein de la Cour administrative suprême elle-même.
La Cour administrative suprême est composée des chambres suivante (au 14/07/2024) :
| Formation                                          | Président            |
| -------------------------------------------------- | -------------------- |
| 1 (trois membres)                                  | Jana Hatalová        |
| 2 (trois membres)                                  | Elena Berthotyová    |
| 3 (trois membres)                                  | Katarína Benczová    |
| 4 (trois membres)                                  | Monika Valašiková    |
| 5 (trois membres)                                  | Petra Príbelská      |
| 6 (trois membres)                                  | Viola Takáčová       |
| 7 (trois membres)                                  | Zdenka Reisenauerová |
| 8 (trois membres)                                  | Anita Filová         |
| 11 (cinq membres)                                  | Jana Hatalová        |
| 12 (cinq membres)                                  | Elena Berthotyová    |
| 13 (cinq membres)                                  | Katarína Benczová    |
| 14 (cinq membres)                                  | Marián Trenčan       |
| 19 (grande chambre)                                | Marián Trenčan       |
| 31 (disciplinaire première instance)               | Michal Novotný       |
| 32 (disciplinaire première instance)               | Anita Filová         |
| 33 (disciplinaire première instance)               | Viola Takáčová       |
| 41 (appel disciplinaire)                           | Katarína Benczová    |
| 42 (appel disciplinaire)                           | Jana Hatalová        |
| 51 (chambre affectée à la discrétion du Président) | Zuzana Šabová        |
| 52 (chambre affectée à la discrétion du Président) | Michal Novotný       |
| 53 (chambre affectée à la discrétion du Président) | Juraj Vačok          |
| 54 (chambre affectée à la discrétion du Président) | Anita Filová         |
| 55 (chambre affectée à la discrétion du Président) | Michal Dzurdzík      |
| 56 (chambre affectée à la discrétion du Président) | Michal Matulník      |
| 57 (chambre affectée à la discrétion du Président) | Viola Takáčová       |
| 58 (chambre affectée à la discrétion du Président) | Peter Potásch        |
| 59 (chambre affectée à la discrétion du Président) | Kristína Babiaková   |

#### Tribunaux administratifs de première instance
La justice administrative en première instance en Slovaquie est administrée depuis le 1er juin 2023 par trois tribunaux administratifs. Ils siègent à Bratislava, Banská Bystrica et Košice.
| Tribunal administratif | Président                                 | Nombre de juges (permanents) | Remarques                                                               |
| ---------------------- | ----------------------------------------- | ---------------------------- | ----------------------------------------------------------------------- |
| Bratislava             | Jeanette Hajdinova (1/6/2023 - 31/5/2028) | 33 (au 14/07/2024)           | la vice-présidente est Ivana Rudinská (1er juillet 2024 - 30 juin 2029) |
| Banská Bystrica        | Peter Molčan (1/1/2023 - 31/12/2027)      | 22 (au 14/07/2024)           | la vice-présidente est Alena Antalová (1/6/2023 - 31/5/2028)            |
| Kosice                 | Pavol Tkac (1/4/2023 - 31/3/2028)         | 21 (au 14/07/2024)           | la vice-présidente est Tatiana Sabadošová (1/1/2024 - 31/12/2028)       |

Ces tribunaux statuent en première instance par formations de jugement composés de trois juges, ou dans certains cas par un magistrat statuant seul (juge unique). Les appels contre leurs décisions sont tranchés par la Cour administrative suprême en formation de trois juges et, dans certains cas, en formation de sept juges.
Jusqu'au 31 mai 2023, la compétence des tribunaux de première instance en matière de justice administrative était exercée par les huit Tribunaux régionaux dépendant de la Cour suprême.

### Composition actuelle
- Président : Pavol Naď (18 mai 2021 – 18 mai 2026)
- Vice-président : Marián Trenčan (12 octobre 2021 – 12 octobre 2026)
- Présidente du Conseil de la magistrature : Katarína Benczová (4 août 2021 – 3 août 2026)

| Juge               | Entrée en fonction | Fonction précédente                                   | Notes |
| ------------------ | ------------------ | ----------------------------------------------------- | --- |
| Pavol Naď          | 18 mai 2021        | Juge au Tribunal régional de Košice                   | président de la Cour depuis le 18 mai 2021 (Nommé par la présidente Zuzana Caputova)                                                        |
| Kristína Babiaková | 20 juillet 2021    | avocate                                               | présidente de Chambre depuis le 15 décembre 2022                                                                                            |
| Marián Fečík       | 20 juillet 2021    | Procureur général                                     | président de Chambre depuis le 1er juin 2022                                                                                                |
| Zuzana Šabová      | 20 juillet 2021    | fonctionnaire                                         | présidente de Chambre depuis le 21 juin 2024                                                                                                |
| Juraj Vačok        | 20 juillet 2021    | universitaire                                         | président de Chambre depuis le 15 décembre 2022                                                                                             |
| Juraj Vališ        | 20 juillet 2021    | avocat                                                | présidente de Chambre depuis le 15 décembre 2022                                                                                            |
| Elena Berthotyová  | 1er août 2021      | juge à la Cour suprême                                | Présidente de chambre à la Cour suprême depuis le 13 mars 2015                                                                              |
| Katarína Benczová  | 1er août 2021      | juge à la Cour suprême                                | Présidente de chambre à la Cour suprême depuis le 1er janvier 2019                                                                          |
| Anita Filová       | 1er août 2021      | juge au Tribunal régional de Trnava                   | Présidente de chambre depuis le 10 décembre 2021                                                                                            |
| Jana Hatalová      | 1er août 2021      | juge à la Cour suprême                                | Présidente de chambre à la Cour suprême depuis le 1er janvier 2008                                                                          |
| Petra Príbelská    | 1er août 2021      | juge à la Cour suprême                                | Présidente de chambre à la Cour suprême depuis le 15 mai 2017                                                                               |
| Viola Takáčová     | 1er août 2021      | juge à la Cour suprême                                | Présidente de chambre à la Cour suprême depuis 2018                                                                                         |
| Marián Trenčan     | 1er août 2021      | juge à la Cour suprême                                | président de la Cour depuis le 12 octobre 2021 (nommé par la Présidente Zuzana Caputova) ; Président du Sénat à la Cour suprême depuis 2019 |
| Monika Valašiková  | 1er août 2021      | juge à la Cour suprême                                | Présidente de chambre à la Cour suprême depuis 2019                                                                                         |
| Jana Martinčeková  | 20 août 2021       | Juge au Tribunal régional de Zilina                   | présidente de chambre depuis le 10 décembre 2021                                                                                            |
| Michal Novotný     | 20 août 2021       | juge au Tribunal régional de Trnava                   | président de chambre depuis le 1er juin 2022                                                                                                |
| Katarína Cangárová | 26 août 2021       | avocate                                               | |
| Michal Matulník    | 26 août 2021       | avocat                                                | président de chambre depuis le 15 décembre 2022                                                                                             |
| Peter Potásch      | 26 août 2021       | universitaire                                         | président de chambre depuis le 1er juin 2022                                                                                                |
| Martin Tiso        | 21 novembre 2022   | Juge adjoint à la Cour administrative suprême         | |
| Michal Dzurdzík    | 1er janvier 2023   | sudca Krajského súdu v Bratislave                     | predseda senátu od 21. júna 2024 |
| Rastislav Dlugoš   | 1er juin 2023      | Juge au Tribunal régional de Trencin                  | |
| Peter Mach         | 1er juin 2023      | Juge du tribunal de première instance de Bratislava I | |

### Juges émérites
Dans le passé, deux femmes juges travaillaient à la Cour administrative suprême.
| Juge                 | Date du mandat               | Juge depuis                                                                                   | Fonctions précédentes  | Note                                                              |
| -------------------- | ---------------------------- | --------------------------------------------------------------------------------------------- | ---------------------- | ----------------------------------------------------------------- |
| Zuzana Mališova      | 1 août 2021 - 9 février 2024 | 27 avril 1994 ; 18 mai 1998 (élu par le Conseil national)                                     | juge à la Cour suprême | Présidente de chambre à partir du 10 décembre 2021                |
| Zdenka Reisenauerova | 1 août 2021 - 31 mars 2024   | 26 juin 1984 ; 21 décembre 1988 ; 13 avril 1992 (nommé par la présidence du Conseil national) | juge à la Cour suprême | Président de chambre à la Cour Suprême depuis le 1er janvier 2009 |